# 雲南北方光電
雲南北方光電儀器有限公司，簡稱中國兵器雲南北方光電儀器有限公司、中國兵器雲南北方光電儀器、中國兵器雲南北方光電、雲南北方光電儀器及雲南北方光電，中國兵器工業集團旗下公司，是在1970年代成立，現時總部位於云南省昆明市西山区海口镇。
現時主要業務軍用高精度光、机、电一体化产品及光学计量、测试仪器、非标设备和光学辅料等。

## 外部連結
- 雲南北方光電儀器有限公司 （页面存档备份，存于）